# Alvare (Lugo)
Alvare (llamada oficialmente Santa María de Álvare) es una parroquia española del municipio de Pastoriza, en la provincia de Lugo, Galicia.

## Otras denominaciones
La parroquia también es conocida por el nombre de Santa María de Alvare.

## Organización territorial
La parroquia está formada por catorce entidades de población:

### Entidades de población
Entidades de población que forman parte de la parroquia:
- Barral (O Barral)
- Cordeiro
- Cotarelo (O Cotarelo)
- Covas (As Covas)
- Fontao
- Lousadal (O Lousadal)
- Marco Alto (O Marco Alto)
- Marco Baixo (O Marco Baixo)
- Olga (A Olga)
- Pedron (O Pedrón)
- Rea da Cruz (A Rea da Cruz)
- Valiño (O Valiño)
- Vilar das Pedras (O Vilar das Pedras)

### Despoblado
Despoblado que forma parte de la parroquia:
- Outeiriño (O Outeiriño)

## Demografía
| Gráfica de evolución demográfica de Álvare entre 2000 y 2020 |
|                                                              |
| Datos según el nomenclátor publicado por el INE.             |